# Johan de Liefde
Johan (ou Jan) Evertsen de Liefde, né à Rotterdam vers 1619 et tué le 21 août 1673 à la bataille du Texel, est un officier de marine hollandais du XVIIe siècle. Il est vice-admiraal des provinces de Hollande et Frise occidentale au sein de l'Amirauté de Rotterdam. Son frère ainé Cornelis de Liefde sert également à un rang distingué dans la marine hollandaise. 

## Biographie
De Liefde naît à Rotterdam, probablement en 1619. Le 16 juin 1644, il est nommé capitaine au sein de l'Amirauté de la Meuse (basé à Rotterdam). Cette année-là, il combat les corsaires dunkerquois et barbaresques qui s'attaquaient au commerce néerlandais; capturant plusieurs de ces bateaux. Il prend part à la première guerre anglo-néerlandaise au cours de laquelle il commande les vaisseaux Jonas et Dordrecht. Il est également présent, avec son vaisseau Hollandia, au secours de la ville de Dantzig assiégée en 1656. En 1658, il participe à la bataille de l'Öresund.
Il est promu au grade de contre-amiral le 15 juin 1665 et prend part à la bataille de Lowestoft au sein de l'escadre de Johan Evertsen. Il se distingue au cours de la bataille des Quatre Jours, en particulier le quatrième jour, à bord du Ridderschap van Holland. En récompense de sa conduite, il reçoit une chaîne en or des États généraux des Provinces-Unies. Il est promu Vice-admiraal le 5 septembre 1666.
Il participe aux principales batailles navales de la troisième guerre anglo-néerlandaise et est mortellement blessé à la dernière d'entre elles, la bataille du Texel. De Liefde est inhumé dans un mémorial situé dans la grande église de Rotterdam.

## Sources et bibliographie
- (en) Cet article est partiellement ou en totalité issu de l’article de Wikipédia en anglais intitulé « Johan de Liefde (naval commander) » (voir la liste des auteurs).